# Naturwald Höllgrund
Der Höllgrund ist ein Naturwald im Steigerwald, der sich über eine Fläche von etwa drei Hektar erstreckt. Er liegt in Rüdern, einem Stadtteil von Prichsenstadt, einer Stadt im unterfränkischen Landkreis Kitzingen. Der Naturwald befindet sich grob zwischen den westlich gelegenen Stadtteilen Altenschönbach und Kirchschönbach von Prichsenstadt sowie im Osten Ebersbrunn, einem Ortsteil von Geiselwind. Die Ausweisung als Schutzgebiet erfolgte im Jahr 2021.

## Geographische Lage
Das Schutzgebiet liegt im westlichen Teil des Naturraums Steigerwald, der nahezu identisch mit dem Naturpark Steigerwald ist. Der Naturwald befindet sich östlich der Prichsenstadter Stadtteile Altenschönbach und Kirchschönbach, nördlich von Gräfenneuses sowie westlich von Ebersbrunn. Südwestlich liegen die Orte Ilmbach und Rüdern, die ebenfalls zu Prichsenstadt gehören. Das Schutzgebiet erstreckt sich über den Bergrücken des Rehhügels, der mit 478 Metern zu den höchsten Bergen des Steigerwaldes zählt. Innerhalb des Naturwaldes Höllgrund entspringt ein Quellarm des Beibachs, der nach etwa sieben Kilometern und westlichem Flusslauf in den Altbach mündet.
Der Höllgrund ist zudem Teil des Ilmbacher Waldes, der sich über einen kleinen Teil der Westflanke des Steigerwaldes erstreckt. Knapp 500 Meter östlich befindet sich die Quelle der Reichen Ebrach, einem linken Zufluss der Regnitz. Nordwestlich liegt außerdem der Burgstall Altenschönbach. Nördlich des Höllgrunds befindet sich der Naturwald Ebener Trieb, der knapp über einen Hektar groß ist und ein weiteres Schutzgebiet darstellt. Südlich liegt mit dem Naturwald Ilmbach Wald einer der größten Naturwälder des Landkreises Kitzingen. Der Naturwald Höllgrund ist Teil eines etwa 150 Hektar großen Staatswaldkomplexes. Der höchste Punkt innerhalb des Naturwaldes liegt im Osten auf 457 Metern, der niedrigste auf etwa 400 Metern, am östlichen Rand des Höllgrunds.

## Schutzstatus und Schutzgründe
In Naturwaldreservaten und Naturwäldern findet, abgesehen von notwendigen Maßnahmen zum Wald- und Verkehrsschutz, keine forstwirtschaftliche Nutzung oder Holzentnahme statt. Die Bayerische Staatsregierung beschloss im Rahmen des Volksbegehrens „Artenvielfalt und Naturschönheit in Bayern“ von 2019, zehn Prozent der Staatswaldflächen aus der Nutzung zu nehmen. Infolgedessen wurde 2021 der Höllgrund als Naturwald ausgewiesen.
Bereits vor dieser Ausweisung hatten die Bayerischen Staatsforsten das Gebiet als sogenannten Klasse-1-Wald von der Nutzung freigestellt. Mit dem Status des Naturwaldes bleibt das Areal nun dauerhaft der natürlichen Waldentwicklung überlassen. Nach Angaben der Bayerischen Staatsforsten weist der Höllgrund einen seltenen Bestand an Edellaubholz-Buchen auf. Eine internationale Einstufung nach IUCN-Kriterien liegt nicht vor, da das Gebiet weder gemeldet ist noch vermutlich die erforderliche Mindestgröße erreicht.